# Ecnomus hamatus
Ecnomus hamatus är en nattsländeart som beskrevs av Martin E. Mosely 1935. Ecnomus hamatus ingår i släktet Ecnomus och familjen trattnattsländor. Inga underarter finns listade i Catalogue of Life.